# Spagna

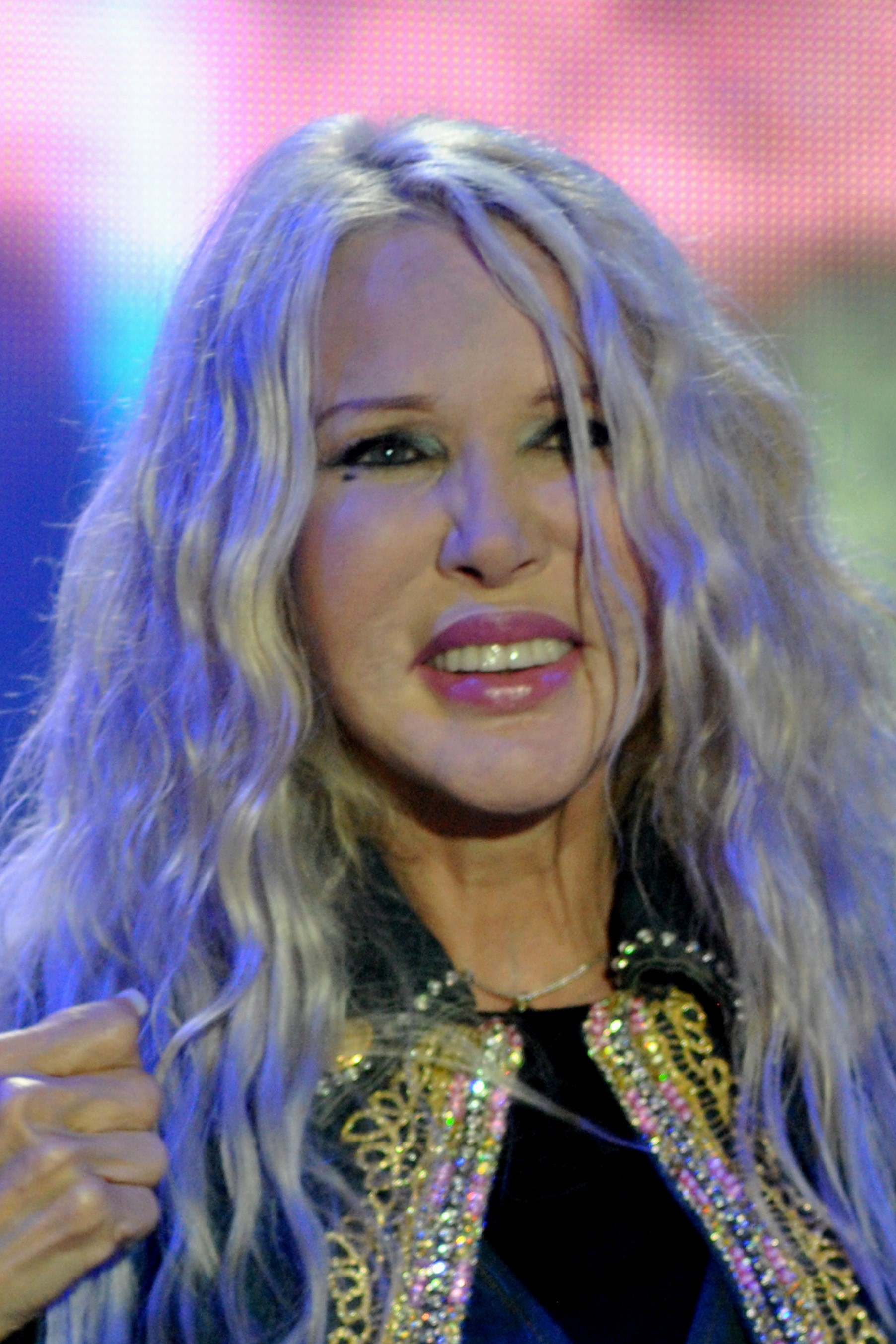
Spagna (2016)

Spagna (* 16. Dezember 1956 in Valeggio sul Mincio, Provinz Verona; eigentlich Ivana Spagna) ist eine italienische Popsängerin und Songwriterin. Sie war international Ende der 1980er-Jahre mit mehreren Dance-Hits sehr erfolgreich.

## Biografie
Ihre Karriere begann Spagna zunächst mit Teilnahmen an kleineren Gesangswettbewerben, bis sie 1971 ihre erste Single Mamy Blue für Dischi Ricordi veröffentlichte. Sie war als Backgroundsängerin tätig, trat zusammen mit ihrem Bruder Theo in Diskotheken auf und schrieb Werbejingles. Zwischen 1983 und 1985 war sie Teil des Duos Fun Fun und veröffentlichte unter den Pseudonymen Mirage und Yvonne Kay weitere Singles. Mit der 1986 unter ihrem Nachnamen veröffentlichten Single Easy Lady gelang ihr 1986 zunächst ein Nummer-eins-Hit in Italien und dann ein europaweiter Dance-Erfolg. Ein Jahr später landete sie mit der Single Call Me einen weiteren Hit. In Großbritannien stieg sie bis auf Platz zwei und erklomm in den Vereinigten Staaten Platz 13 der Dance-Charts des Billboard-Magazins. Im gleichen Jahr veröffentlichte Spagna ihr Debütalbum Dedicated to the Moon.
Nach der Veröffentlichung des Dance-Rock-Albums You Are My Energy und einem kleineren Hit mit dem Titel Every Girl and Boy wechselte Spagna zur Plattenfirma Sony, siedelte in die USA über und ließ sich in Santa Monica nieder. Dort produzierte sie ihr drittes Album No Way Out, mit dem sie sich wieder stärker dem Disco-Pop zuwandte. Nach der Veröffentlichung eines Greatest-Hits-Albums kehrte sie 1993 wieder nach Europa zurück. Noch im gleichen Jahr nahm sie das Album Matter of Time auf. Ihren letzten europäischen Hit landete sie 1994 mit Lady Madonna.
Fortan spielte Ivana Spagna nur mehr in ihrer Muttersprache neue Lieder ein. 1995 nahm sie erstmals am Festival di Sanremo teil: Mit dem Titel Gente come noi erreichte sie den dritten Platz. In der Folge erschien ihr erstes italienischsprachiges Album Siamo in due. Auch 1996 war sie in Sanremo im Rennen und erreichte mit E io penso a te den vierten Platz. In den nächsten Jahren folgten vier weitere Alben und weitere Sanremo-Teilnahmen 1998 und 2000. Erst nach ihrer Trennung von Sony Music im Jahr 2003 kehrte Spagna unter dem Dach des unabhängigen Schweizer Labels B&G wieder zu ihren Anfängen zurück und veröffentlichte ein in englischer Sprache gesungenes Dance-Pop-Album.
Später trat sie im italienischen Fernsehen im Februar 2006 im Rahmen des Sanremo-Festivals (mit Noi non possiamo cambiare verfehlte sie das Finale) und im Mai 2006 in der Reality-Show Music Farm auf. Daneben veröffentlichte die Sängerin weitere Alben und Lieder sowohl auf Italienisch als auch auf Englisch. 2008 unterstützte sie Loredana Bertè im Sanremo-Festival und sang mit ihr das Duett Musica e parole. Mit Quasi una confessione! Tutto quello che non ho mai detto legte sie 2011 ihre erste Autobiografie vor.
Seit 30. März 2019 ist sie Ehrenbürgerin von Valeggio sul Mincio.

## Diskografie

### Alben
| Jahr | Titel Musiklabel                           | Höchstplatzierung, Gesamtwochen, AuszeichnungChartplatzierungen (Jahr, Titel, Musiklabel, Platzierungen, Wochen, Auszeichnungen, Anmerkungen) | Höchstplatzierung, Gesamtwochen, AuszeichnungChartplatzierungen (Jahr, Titel, Musiklabel, Platzierungen, Wochen, Auszeichnungen, Anmerkungen) | Höchstplatzierung, Gesamtwochen, AuszeichnungChartplatzierungen (Jahr, Titel, Musiklabel, Platzierungen, Wochen, Auszeichnungen, Anmerkungen) | Höchstplatzierung, Gesamtwochen, AuszeichnungChartplatzierungen (Jahr, Titel, Musiklabel, Platzierungen, Wochen, Auszeichnungen, Anmerkungen) | Höchstplatzierung, Gesamtwochen, AuszeichnungChartplatzierungen (Jahr, Titel, Musiklabel, Platzierungen, Wochen, Auszeichnungen, Anmerkungen) | Anmerkungen                                      |
| Jahr | Titel Musiklabel                           | IT | DE | AT | CH | UK | Anmerkungen                                      |
| ---- | ------------------------------------------ | --- | --- | --- | --- | --- | ------------------------------------------------ |
| 1987 | Dedicated to the Moon CBS                  | — | — | — | CH18 (4 Wo.)CH | — |                                                  |
| 1991 | No Way Out Epic                            | IT10 (10 Wo.)IT | — | — | — | — | Erstveröffentlichung: 10. Juni 1991              |
| 1995 | Siamo in due Epic                          | IT4 (38 Wo.)IT | — | — | — | — | Erstveröffentlichung: 3. März 1995               |
| 1996 | Lupi solitari Epic                         | IT3 (35 Wo.)IT | — | — | CH30 (8 Wo.)CH | — | Erstveröffentlichung: 16. Februar 1996           |
| 1997 | Indivisibili Epic                          | IT10 (22 Wo.)IT | — | — | — | — |                                                  |
| 2000 | Domani Epic                                | IT32 (2 Wo.)IT | — | — | — | — | Erstveröffentlichung: 13. März 2000              |
| 2001 | La nostra canzone Epic                     | IT28 (11 Wo.)IT | — | — | — | — | Erstveröffentlichung: 10. August 2001 Coveralbum |
| 2004 | L’arte di arrangiarsi B&G                  | IT60 (1 Wo.)IT | — | — | — | — |                                                  |
| 2005 | Diario di bordo NAR International          | IT62 (2 Wo.)IT | — | — | — | — |                                                  |
| 2006 | Voglio sdraiarmi al sole NAR International | IT94 (1 Wo.)IT | — | — | — | — | Neuauflage von Diario di bordo                   |
| 2009 | I Love You                                 | IT26 (3 Wo.)IT | — | — | — | — | mit Loredana Bertè, als Lola & Angiolina Project |
| 2012 | Four Soul Trade                            | IT57 (1 Wo.)IT | — | — | — | — | Erstveröffentlichung: 17. Januar 2012            |

Weitere Studioalben
- 1988: You Are My Energy
- 1993: Matter of Time
- 2002: Woman
- 2009: Il cerchio della vita
- 2010: Buon natale!

### Kompilationen
| Jahr | Titel Musiklabel                               | Höchstplatzierung, Gesamtwochen, AuszeichnungChartplatzierungen (Jahr, Titel, Musiklabel, Platzierungen, Wochen, Auszeichnungen, Anmerkungen) | Höchstplatzierung, Gesamtwochen, AuszeichnungChartplatzierungen (Jahr, Titel, Musiklabel, Platzierungen, Wochen, Auszeichnungen, Anmerkungen) | Höchstplatzierung, Gesamtwochen, AuszeichnungChartplatzierungen (Jahr, Titel, Musiklabel, Platzierungen, Wochen, Auszeichnungen, Anmerkungen) | Höchstplatzierung, Gesamtwochen, AuszeichnungChartplatzierungen (Jahr, Titel, Musiklabel, Platzierungen, Wochen, Auszeichnungen, Anmerkungen) | Höchstplatzierung, Gesamtwochen, AuszeichnungChartplatzierungen (Jahr, Titel, Musiklabel, Platzierungen, Wochen, Auszeichnungen, Anmerkungen) | Anmerkungen                            |
| Jahr | Titel Musiklabel                               | IT | DE | AT | CH | UK | Anmerkungen                            |
| ---- | ---------------------------------------------- | --- | --- | --- | --- | --- | -------------------------------------- |
| 1998 | E che mai sarà – Le mie più belle canzoni Epic | IT23 (4 Wo.)IT | — | — | — | — | Erstveröffentlichung: 20. Februar 1998 |
| 2006 | Ivana Spagna RCA Italiana                      | IT97 (1 Wo.)IT | — | — | — | — | Erstveröffentlichung: 31. Mai 2006     |

Weitere Kompilationen
- 1991: Greatest Hits
- 1997: Dance Collection
- 1997: Ballads
- 1998: E che mai sarà
- 2004: Le sue più belle canzoni (2 CDs)
- 2005: Flashback Collection (3 CDs)
- 2006: I grandi successi (3 CDs)
- 2006: Superissimi gli eroi del Juke Box
- 2007: Le più belle di
- 2011: Greatest Hits
- 2011: Semplicemente veneta
- 2014: Remember Easy Hits

### Singles
| Jahr | Titel Album                                        | Höchstplatzierung, Gesamtwochen, AuszeichnungChartplatzierungen (Jahr, Titel, Album, Platzierungen, Wochen, Auszeichnungen, Anmerkungen) | Höchstplatzierung, Gesamtwochen, AuszeichnungChartplatzierungen (Jahr, Titel, Album, Platzierungen, Wochen, Auszeichnungen, Anmerkungen) | Höchstplatzierung, Gesamtwochen, AuszeichnungChartplatzierungen (Jahr, Titel, Album, Platzierungen, Wochen, Auszeichnungen, Anmerkungen) | Höchstplatzierung, Gesamtwochen, AuszeichnungChartplatzierungen (Jahr, Titel, Album, Platzierungen, Wochen, Auszeichnungen, Anmerkungen) | Höchstplatzierung, Gesamtwochen, AuszeichnungChartplatzierungen (Jahr, Titel, Album, Platzierungen, Wochen, Auszeichnungen, Anmerkungen) | Anmerkungen                                                              |
| Jahr | Titel Album                                        | IT | DE | AT | CH | UK | Anmerkungen                                                              |
| ---- | -------------------------------------------------- | --- | --- | --- | --- | --- | ------------------------------------------------------------------------ |
| 1986 | Easy Lady Dedicated to the Moon                    | IT1 (17 Wo.)IT | DE12 (15 Wo.)DE | AT30 (2 Wo.)AT | CH2 (13 Wo.)CH | UK62 (4 Wo.)UK | Erstveröffentlichung: Oktober 1986                                       |
| 1987 | Call Me Dedicated to the Moon                      | IT2 (22 Wo.)IT | DE10 (16 Wo.)DE | AT12 (6 Wo.)AT | CH7 (13 Wo.)CH | UK2 (14 Wo.)UK | Erstveröffentlichung: 22. Juli 1987                                      |
| 1987 | Dance, Dance, Dance Dedicated to the Moon          | IT6 (11 Wo.)IT | DE27 (8 Wo.)DE | — | CH22 (4 Wo.)CH | — |                                                                          |
| 1988 | Every Girl and Boy You Are My Energy               | IT4 (19 Wo.)IT | — | — | CH18 (6 Wo.)CH | UK23 (8 Wo.)UK | Erstveröffentlichung: August 1988                                        |
| 1988 | I Wanna Be Your Wife You Are My Energy             | IT13 (12 Wo.)IT | — | — | — | UK82 (4 Wo.)UK | Erstveröffentlichung: 19. September 1988                                 |
| 1989 | This Generation You Are My Energy                  | IT20 (4 Wo.)IT | — | — | — | — |                                                                          |
| 1993 | Why Me? Matter of Time                             | IT13 (6 Wo.)IT | — | — | — | — |                                                                          |
| 1994 | Lady Madonna –                                     | IT9 (8 Wo.)IT | — | — | — | — |                                                                          |
| 1994 | Il cerchio della vita Siamo in due                 | IT6 Gold (2021) · (10 Wo.)IT | — | — | — | — | italienische Version von Circle of Life aus dem Film Der König der Löwen |
| 1995 | Gente come noi Siamo in due                        | IT5 (7 Wo.)IT | — | — | — | — |                                                                          |
| 2001 | Quella carezza della sera La nostra canzone        | IT49 (1 Wo.)IT | — | — | — | — |                                                                          |
| 2002 | Never Say You Love Me Woman                        | IT34 (2 Wo.)IT | — | — | — | — |                                                                          |
| 2003 | Do It with Style Woman                             | IT32 (1 Wo.)IT | — | — | — | — |                                                                          |
| 2006 | Noi non possiamo cambiare Voglio sdraiarmi al sole | IT25 (3 Wo.)IT | — | — | — | — |                                                                          |
| 2007 | Gli occhi verdi dell’amore                         | IT26 (4 Wo.)IT | — | — | — | — | Zeta Clan feat. Spagna                                                   |
| 2008 | Musica e parole                                    | IT20 (2 Wo.)IT | — | — | — | — | mit Loredana Bertè                                                       |

Weitere Singles
- 1971: Mamy Blue (als Ivana Spagna)
- 1972: Ari ari (als Ivana Spagna)
- 1987: Dedicated to the Moon
- 1987: Sarah
- 1996: Ci sarò
- 1996: E io penso a te
- 1997: Indivisibili
- 1998: E che mai sarà
- 2000: Mi amor
- 2000: Con il tuo nome
- 2009: Easy Lady (2009 Remake)
- 2010: Call Me (2010 Remake)

## Auszeichnungen für Musikverkäufe
| Silberne Schallplatte - Frankreich - 1986: für die Single Easy Lady - 1987: für die Single Call Me Goldene Schallplatte - Finnland - 1988: für das Album Dedicated to the Moon - Spanien - 1987: für die Single Easy Lady | Platin-Schallplatte - Spanien - 1987: für die Single Call Me |

Anmerkung: Auszeichnungen in Ländern aus den Charttabellen bzw. Chartboxen sind in ebendiesen zu finden.
| Land/RegionAuszeichnungen für Musikverkäufe (Land/Region, Auszeichnungen, Verkäufe, Quellen) | Silber     | Gold     | Platin  | Verkäufe | Quellen       |
| -------------------------------------------------------------------------------------------- | ---------- | -------- | ------- | -------- | ------------- |
| Finnland (IFPI)                                                                              | —          | Gold1    | —       | 28.032   | ifpi.fi       |
| Frankreich (SNEP)                                                                            | 2× Silber2 | —        | —       | 250.000  | infodisc.fr   |
| Italien (FIMI)                                                                               | —          | Gold1    | —       | 35.000   | fimi.it       |
| Spanien (Promusicae)                                                                         | —          | Gold1    | Platin1 | 75.000   | mediafire.com |
| Insgesamt                                                                                    | 2× Silber2 | 3× Gold3 | Platin1 |          |               |